# ريتشارد كراشو
ريتشارد كراشو (بالإنجليزية: Richard Crashaw)‏(1612-1649)، شاعر إنجليزي، يعد عادة من الشعراء الميتافيزيقيون، ألف بعض القصائد باللاتينية ولكن شهرته تستند إلى قصائده الدينية. تجمع قصائده بين الحسية والصوفية بصورة لا مثيل لها في الإنجليزية. بحيث تقارن بمثيلاتها في الأدبين الإيطالي والأسباني، ومنها قصائده عن «القديسة تيريزا».

## تشمل دواوينه
«خطوات نحو المعبد وملذات آلهة الفن» 1646 . و«أغنية إلى الرب».1652 .

## روابط خارجية
- ريتشارد كراشو على موقع الموسوعة البريطانية (الإنجليزية)
- ريتشارد كراشو على موقع ميوزك برينز (الإنجليزية)